# René Sascha Johannsen
René Sascha Johannsen (født 13. november 1977) er en dansk filminstruktør, videograf og fotograf, som er internationalt kendt fra titler som Sundance2010 pris belønnede Det røde kapel og 7 Years of Lukas Graham, som i 2021 var den mest sete danske dokumentar i biograferne i 9 år.
René har også instrueret danske dokumentar serier som "Livet i Nødsporet" med Tobias Dybvad og Christian Fuhlendorff , "Destination Oh Land" og "Hjemløs på Instagram" fra gaderne i Los Angeles med Nadia Shila.
René Sascha Johannsen var i årene 2010 - 2019 bosat i New York og Los Angeles, hvor han bla var fotograf/klipper på Watch the Throne tour med Kanye West og lavede "A day in the life of Kendrick Lamar" til Spotify. Han har i en periode været tilknyttet Ridley Scott's produktionsselskab Black Dog i Los Angeles. I samme periode filmede han også 5 sæsoner af Monte Carlo rejseprogrammerne med Peter Falktoft og Esben Bjerre Hansen (nu Her Går Det Godt), fra bla. Rusland, Israel, Mexico, Kina og USA. Han filmede også afgørende scener på dokumentarfilmene A Storm Foretold om Roger Stone af instruktør Christoffer Guldbrandsen og Big Time om Bjarke Ingels af instruktør Kaspar Astrup Schröder. René havde desuden flere bærende roller på den 2015 Sundance-prisbelønnede The_Wolfpack (en) af Crystal_Moselle (en).
Som Stillfotograf, har René Sascha Johannsen bla. leveret billeder af Udo Kier til Filmmagasinet Ekko, men kategoriserer ellers sine still billeder som kunst og havde i foråret 2022 en solo udstilling, Fences ved Augustenborg Project.
Fra start 00'erne og frem til start 20'erne har René instrueret i omegnen af 50 musikvideoer, for kunstnere som fx Lukas Graham, Suspekt, L.O.C. Calby og Nephew.
Musikvideoen til Lukas Graham's 7 Years (instruktør og klipper) var ifølge MTV i 2016, en af de 20 mest afspillede musikvideoer i verden. Den har i 2023 i omegnen af 1,5 mia afspilninger på Youtube.